# Вудфордс-Коммьюнити
Вудфордс-Коммьюнити (англ.  Woodfords Community, на языке вашо Hung A Lei Ti) — индейская резервация, расположенная на Юго-Западе США в восточно-центральной части штата Калифорния.

## История
Вудфордс-Коммьюнити была образована в 1970 году и является единственной резервацией народа вашо в штате Калифорния, остальные расположены в Неваде. В июле 2021 года из неё были эвакуированы люди на семь дней из-за пожара в Тамараке, территория резервации не пострадала и была успешно защищена от огня.

## География
Резервация расположена в восточно-центральной части Калифорнии на северо-востоке округа Алпайн, к северу от  окружного центра Маркливилла. Вудфордс-Коммьюнити состоит из трёх отдельных участков земли. Общая площадь резервации составляет 1,59 км².
Административным центром Вудфордс-Коммьюнити является город Гарднервилл, где расположена штаб-квартира племени вашо.

## Демография
В 1991 году население Вудфордс-Коммьюнити составляло 338 человек. По данным федеральной переписи населения 2000 года в резервации проживало 219 человек. По данным федеральной переписи населения 2010 года население Вудфордс-Коммьюнити составляло 214 человек.
В 2019 году в резервации проживало 330 человек. Расовый состав населения: белые — 22 чел., афроамериканцы — 0 чел., коренные американцы (индейцы США) — 247 чел., азиаты — 5 чел., океанийцы — 6 чел., представители других рас — 0 чел., представители двух или более рас — 50 человек. Плотность населения составляла 207,55 чел./км².

## Комментарии
1. ↑  Сам город не входит в состав резервации, а является лишь штаб-квартирой племени.